# Liste von Kinderkrankenhäusern
Ein Kinderkrankenhaus, Kinderklinik oder Kinderspital ist ein auf Kinderheilkunde spezialisiertes Fachkrankenhaus. Folgende Liste führt aktuelle, historische, privat geführte und öffentlich-rechtlich geführte Kinderkrankenhäuser, Kinderheilstätten und Kinderkliniken auf.

## Kinderkrankenhäuser in Deutschland
Eine jeweils aktuelle Liste findet sich auf der Website der Deutschen Gesellschaft für Kinderheilkunde (DGKJ).
- Klinikum Aschaffenburg-Alzenau, Aschaffenburg
- Josefinum, Augsburg, mit weiteren Außenstandorten in Kempten und Nördlingen
- Mutter-Kind-Zentrum Schwaben, Augsburg
- Kinderklinik Lindenhof, Berlin
- Kindernachsorgeklinik Berlin-Brandenburg, Bernau
- Kinderzentrum Bethel im EvKB, Bielefeld
- Kinderklinik der Ruhr-Universität, Bochum
- Universitäts-Kinderklinik am Universitätsklinikum Bonn
- Klinikum Westbrandenburg, Standorte Brandenburg und Potsdam
- Professor-Hess-Kinderklinik, Bremen
- Darmstädter Kinderkliniken Prinzessin Margaret
- Vestische Kinder- und Jugendklinik Datteln
- Kinderklinik (Dresden)
- Clementine Kinderhospital, Frankfurt a. M.
- Bergmannsheil und Kinderklinik Buer, Gelsenkirchen
- Kinder- und Jugendklinik Gelsenkirchen
- Universitätskinderklinik Gießen, Gießen
- Universitätsmedizin Göttingen[2]
- Kinderklinik der Universität Greifswald
- Altonaer Kinderkrankenhaus, Hamburg
- Katholisches Kinderkrankenhaus Wilhelmstift, Hamburg
- Kinderkrankenhaus Rothenburgsort, Hamburg
- Kinderkrankenhaus auf der Bult, Hannover
- Universitätskinderklinik Heidelberg
- Jenaer Universitäts-Kinderklinik
- Kinderkrankenhaus Park Schönfeld, Kassel
- Kinderklinik, Universitätsklinikum Schleswig-Holstein, Campus Kiel
- Kinderkrankenhaus Amsterdamer Straße, Köln
- Oppenheimsches Kinderhospital, Köln
- Kinderklinik, Klinikum Konstanz, Konstanz
- Kinderkrankenhaus St. Marien Landshut, Landshut
- St. Elisabethen Krankenhaus, Lörrach
- Kinderkrankenhaus St. Annastift, Ludwigshafen
- Kinderklinik, Universitätsklinikum Schleswig-Holstein, Campus Lübeck
- Dr. von Haunersches Kinderspital, München
- Kinderklinik an der Lachnerstraße, München
- Cnopfsche Kinderklinik, Nürnberg
- Elisabeth-Kinderkrankenhaus, Oldenburg
- Christliches Kinderhospital, Osnabrück
- Kinderhospital Osnabrück
- Kinderklinik Dritter Orden, Passau
- Kinder-Universitätsklinikum-Ostbayern, Regensburg
- Kinderklinik Sana Klinikum Remscheid
- Asklepios Kinderklinik Sankt Augustin
- Kinderklinik am Klinikum Schwabing
- DRK-Kinderklinik Siegen
- Olgahospital, Stuttgart
- Kinderklinik Helios-Universitätsklinikum Wuppertal
- Universitäts-Kinderklinik am Universitätsklinikum Würzburg
- Klinik für Kinder- und Jugendmedizin der Missionsärztlichen Klinik in Würzburg[3]
- Zentrum für Kinder- und Jugendmedizin in Mainz

## Kinderkliniken und -spitäler in Österreich
- Anna-Kinderspital, ehemaliges Kinderspital in Graz
- Kindersanatorium Sonnegg, Hirschegg (Vorarlberg)
- Landes-Kinderkrankenhaus, Linz
- Kinderklinik Glanzing, Wien
- Leopoldstädter Kinderspital, ehemaliges Kinderkrankenhaus im 2. Wiener Gemeindebezirk Leopoldstadt
- Sankt-Josef-Kinderspital, ehemaliges Kinderspital im 4. Wiener Gemeindebezirk Wieden
- St. Anna Kinderspital, Wien
- Gottfried von Preyer’sches Kinderspital, Krankenhaus im 10. Wiener Gemeindebezirk Favoriten
- Karolinen-Kinderspital, ehemaliges Kinderkrankenhaus im 9. Wiener Gemeindebezirk Alsergrund
- Mautner Markhof’sches Kinderspital, ehemaliges Kinderspital in Wien

## Kinderspitäler in der Schweiz
- Universitäts-Kinderspital beider Basel, universitäres Zentrum für Kinder- und Jugendmedizin sowie für Lehre und Forschung in Basel
- Kinderspital Wildermeth des Spitalzentrums Biel, Biel/Bienne
- Kinderspital Zürich, Zürich
- Ostschweizer Kinderspital, St. Gallen
- Kinderklinik am Kantonsspital Graubünden, Chur
- Kinderklinik des Inselspitals, Bern
- Kinderspital Zentralschweiz des Luzerner Kantonsspital, Luzern
- Kinderkrankenhauses des Hôpitaux universitaires de Genève, Genf
- Kinderspital des Waadtländer Universitätsspitals (CHUV), Lausanne (geplant ab Frühjahr 2025)
- Pädiatrie des Spital Wallis, Visp
- Kinderabteilung des Spitalzentrum Mittelwallis, Sitten
- Kinderkrankenhaus der italienischen Schweiz (Istituto Pediatrico della Svizzera Italiana), Bellinzona

## Kinderkrankenhäuser in Rumänien
- Kinderklinik Louis Țurcanu, öffentliches Spital in Timișoara

## Kinderkrankenhäuser in Australien
- Royal Children’s Hospital, Melbourne
- Sydney Children’s Hospital
- Westmead Children‘s Hospital, Sydney
- Perth Children‘s Hospital, Perth

## Kinderkrankenhäuser in Kambodscha
- Angkor Hospital for Children, Siem Reap

## Kinderkrankenhäuser in Kanada
- Children’s Hospital of Eastern Ontario
- Children’s Hospital of Western Ontario
- Alberta Children’s Hospital
- British Columbia’s Children’s Hospital
- Hospital for Sick Children (Toronto, Ontario)
- Montreal Children’s Hospital
- Stollery Children’s Hospital at University of Alberta Hospital

## Kinderkrankenhäuser in Litauen
- Kinderkrankenhaus Vilnius

## Kinderkrankenhäuser in den Vereinigten Staaten
- Children’s Hospital (Aurora, Colorado)
- Children’s Hospital (Omaha, Nebraska)
- Children’s Hospital Central California
- Children’s Hospital Boston
- Children’s Hospital Los Angeles
- Children’s Hospital Oakland
- Children’s Hospital of New Orleans
- Children’s Hospital of Orange County
- Children’s Hospital of Philadelphia
- Children’s Hospital of Pittsburgh of UPMC
- Children’s National Medical Center (Washington, DC)
- Le Bonheur Children’s Medical Center (Memphis, Tn.)
- McMaster Children’s Hospital
- Meyer Children Hospital of Florence
- Monroe Carell Jr. Children’s Hospital at Vanderbilt in Nashville, Tennessee
- Rainbow Babies & Children’s Hospital Case Western Reserve University
- Seattle Children’s
- Sunrise Children’s Hospital at Sunrise Hospital & Medical Center
- Texas Children’s Hospital at the Texas Medical Center, Houston, Texas, USA

## Kinderkrankenhäuser in Israel
- Schneider Children’s Medical Center of Israel